# Zaraza (album Kazika Staszewskiego)
Zaraza – dziesiąty solowy album studyjny polskiego wokalisty Kazika Staszewskiego stworzony we współpracy z gitarzystą Kultu Wojciechem Jabłońskim. Wydawnictwo ukazało się w czerwcu 2020 roku nakładem wytwórni muzycznej S.P. Records.  8 maja 2020 roku wydany został singiel promujący album pt. „Twój ból jest lepszy niż mój”, który osiągnął znaczny komercyjny sukces m.in. w związku z interwencją kierownictwa stacji w 1998. notowanie listy przebojów Programu Trzeciego. Już około tygodnia przed premierą album uzyskał status złotej płyty. W dniu 17 czerwca 2020 roku krążek uzyskał status platynowej płyty. Ostatecznie promowało go sześć singli, którym towarzyszyły teledyski. 
Zaraza nosi pewne cechy albumu koncepcyjnego, gdyż skupia się na pandemii COVID-19 i reakcji społeczeństwa polskiego na nią.

## Lista utworów
Źródło
| Nr  | Tytuł utworu                               | Długość |
| --- | ------------------------------------------ | ------- |
| 1.  | „Kwarantanna”                              | 3:27    |
| 2.  | „Noże i pistolety”                         | 3:30    |
| 3.  | „Nigdzie już nie pójdę dziś”               | 3:18    |
| 4.  | „Nie mam na nic czasu, bo oglądam seriale” | 3:09    |
| 5.  | „Ona zakażona miłością”                    | 3:19    |
| 6.  | „Gdy Chińczycy mówią Gan Pai”              | 4:03    |
| 7.  | „Kluczem przyciskaj windę”                 | 4:24    |
| 8.  | „Demokracja”                               | 2:49    |
| 9.  | „Twój ból jest lepszy niż mój”             | 3:20    |
| 10. | „Powiedzcie, że kochacie nas”              | 3:07    |
| 11. | „Hania i Hela”                             | 2:57    |
| 12. | „Bilet w jedną stronę złą”                 | 3:06    |
| 13. | „Ręce na stole”                            | 3:01    |
| 14. | „Bawmy się”                                | 4:35    |
| 15. | „Bohater”                                  | 3:22    |
|     |                                            | 51:27   |

## Powstawanie
Pływa nagrywana była od 29 marca do 21 maja 2020 roku.

W wywiadzie udzielonym dla gazety Rzeczpospolita Kazik opowiedział o powstawaniu Zarazy:
(...) chciałem zebrać Kult i nagrać płytę, co jest zawsze trudne. Groźbą i prośbą ściągnąłem dwóch muzyków pozawarszawskich i jednego z zagranicy. Gdy jednak zaczęto mówić o zamknięciu granic, rozpuściłem kapelę do domów. Poczułem wolność, mogłem poczytać, nadgonić seriale. No, ale ile można?! Zaczęło mnie to irytować. Spotkaliśmy się z Wojtkiem Jabłońskim, gitarzystą Kultu, który właściwie gra na wszystkich instrumentach. 28 marca nie mieliśmy nagrane nic, a 29 marca całkowicie niezobowiązująco zaśpiewałem kilkanaście melodii, z pamięci lub zapisanych na telefonie, zaś Wojtek zagrał do nich na perkusji. Potem zrobił instrumentację, a ponieważ jest bardzo zdolny, w 70 procentach trafił w to, co słyszałem w głowie. Poprawiliśmy resztę i Wojtek przez dwa tygodnie zgrywał wszystko z partiami klawiszowymi Konrada Wantrycha – na oryginalnych instrumentach: organach Hammonda z lat 60., fortepianie, pianinie Rhodes.
W rozmowie z NaTemat.pl również przybliżył proces powstawania albumu:
(...) odezwał się Wojtek Jabłoński, zapraszając mnie do pewnego projektu, realizowanego z młodymi, nieznanymi artystami. Nagrałem jeden kawałek i poczułem głód zrobienia czegoś więcej. Tak więc zamknęliśmy się w studiu i zaczęliśmy działać. Wszystko na totalnym spontanie; nie mieliśmy jeszcze żadnej muzyki i tekstów. Po prostu, śpiewałem a capella do wystukiwanego przez Wojtka rytmu, później podkładał pod to jakieś instrumenty, a ja oceniałem, czy o to mi chodziło. Udało się dogadać, chociaż nie jestem wykształconym muzykiem, nie znam nut, skal i harmonii.

## Single
Zarazę promowało sześć singli ukazujących się wraz z teledyskami na kanale S.P. Records w serwisie YouTube.

### „Twój ból jest lepszy niż mój”
Singiel wydano 8 maja 2020 roku. 15 maja wspiął się na pierwsze miejsce 1998. notowania listy przebojów Programu Trzeciego, jednak w związku z kontrowersjami związanymi z owym notowaniem emisji audycji zaprzestano i pozostałe single nie miały szans znaleźć się na liście. „Twój ból jest lepszy niż mój” trafił również na listę przebojów Radia ZET, gdzie po zaledwie tygodniu obecności w propozycjach znalazł się na pierwszym miejscu.

### „Powiedzcie, że kochacie nas”
Singiel wydano 21 maja 2020 roku.

### „Noże i pistolety”
Singiel wydano 8 czerwca 2020 roku.

### „Kluczem przyciskaj windę”
Singiel wydano 20 czerwca 2020 roku.

### „Nigdzie już nie pójdę dziś”
Singiel wydano 27 sierpnia 2020 roku.

### „Nie mam na nic czasu, bo oglądam seriale”
Singiel wydano 15 września 2020 roku.

## Tematyka tekstów

### „Noże i pistolety”
Utwór opowiada o zamieszkach i buncie tłamszonego społeczeństwa. Kazik opowiedział o nim w rozmowie z NaTemat.pl:
To piosenka, która powstała jako pierwsza. Najpierw w mojej głowie pojawił się pewien szlagwort, który zacząłem nucić, nie mając jeszcze pomysłu na tekst. Później zaczęliśmy rozmawiać z Wojtkiem o tym, że w gruncie rzeczy nie boimy się koronawirusa jako takiego; jeżeli powinniśmy się czegoś lękać, to skutków ekonomicznych pandemii.
Był to moment, w którym zaczęły się pojawiać informacje o zamykaniu kolejnych firm, ludzie – choć karnie stosowali się do zaleceń ministra Szumowskiego – coraz intensywniej myśleli o tym, czy będą mieli pieniądze na opłacenie rachunków, zakup jedzenia. Pamiętajmy, że nawet najbardziej sukińsyńskie czyny polityków zazwyczaj nie prowadzą do wielkich powstań, o ile tylko obywatele mają co włożyć do garnka.
Przypomniały mi się rzeczy, które widziałem w listopadzie ubiegłego roku, w trakcie wypadu ze znajomymi do Ameryki Południowej. Jednym z przystanków było Santiago de Chile, gdzie trafiliśmy na stan wyjątkowy.

Po dojechaniu do miasta zobaczyłem na własne oczy (...) walki uliczne z policją i wojskiem, pojazdy opancerzone, witryny sklepów zabite deskami, barykady i spalone wraki samochodów. Później, już nagrywając Zarazę, zacząłem dumać nad tym, jak długo spokój zachowają Polacy, jeżeli ich sytuacja materialna pogorszy się w sposób drastyczny.

### „Nie mam na nic czasu, bo oglądam seriale”
Piosenka wspomina o nagłym wzroście popularności internetowych wypożyczalni, jak Netflix, czy HBO GO w czasie kwarantanny spowodowanej pandemią COVID-19.

### „Ona zakażona miłością”
Kazik stwierdził w wywiadzie dla NaTemat.pl, że:
W założeniu to prosta opowieść o wieloletnim związku dwóch osób po przejściach, nie myślałem o jakimkolwiek drugim dnie.

### „Gdy Chińczycy mówią Gan Pai”
Tekst utworu odnosi się do tego, jak osłabienie Stanów Zjednoczonych po tamtejszej, bardzo dotkliwej dla gospodarki i społeczeństwa, pandemii może wykorzystać Chińska Republika Ludowa dla rozszerzenia swoich wpływów w regionie i na świecie, a nawet zakwestionowania pozycji USA jako dominującego supermocarstwa. Fraza "Gan Pai" oznacza "na zdrowie" i odnosi się do triumfalnego toastu, jaki mogą zdaniem podmiotu lirycznego wznosić Chińczycy.

### „Twój ból jest lepszy niż mój”

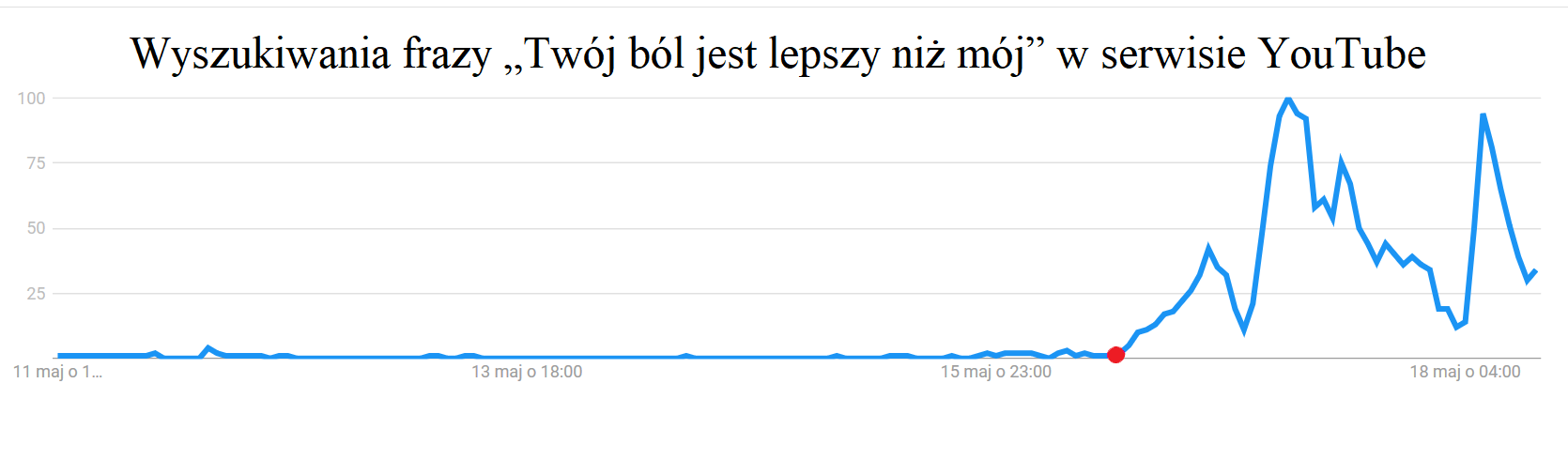
Tzw. efekt Streisand widoczny w wynikach wyszukiwania piosenki „Twój ból jest lepszy niż mój” w serwisie YouTube. Na wykresie widoczny jest „skok” (16 maja, ok. 12:00 godz.), po ogłoszeniu oświadczenia dyrektora Trójki o unieważnieniu notowania (dane z Google Trends).

Piosenka opowiada o wizycie prezesa partii PiS Jarosława Kaczyńskiego 10 kwietnia 2020 roku na zamkniętym z powodu pandemii COVID-19 Cmentarzu Powązkowskim w Warszawie w 10 rocznicę katastrofy smoleńskiej, w sytuacji, gdy w tym czasie inne osoby nie miały możliwości odwiedzić grobów swoich bliskich na tej nekropolii. Utwór stał się najbardziej znaną pozycją z płyty za sprawą kontrowersji związanych z notowaniem listy przebojów Programu Trzeciego z 15 maja 2020 roku i był szeroko komentowany w mediach polskich, jak i zagranicznych (np. w brytyjskiej BBC, niemieckim Deutsche Welle, czy też amerykańskich dziennikach New York Times i Washington Post, a także niemieckim Süddeutsche Zeitung).

W rozmowie z TVN24.pl Kazik opowiedział o motywach napisania piosenki:
To był wyraz mojego oburzenia, że inni ludzie zostali pozbawieni tego prawa, a prawo zostało nagięte dla jednej osoby, która nie pełni żadnej oficjalnej funkcji. Jeszcze gdyby na te Powązki poszedł Duda czy Morawiecki, to może byłoby to do przełknięcia, ale przecież Jarosław Kaczyński jest szeregowym posłem, więc skąd te przywileje, kiedy wszyscy inni nie mieli takiej możliwości? Pogarda, pogarda, pogarda. I tej pogardy nie mogłem puścić płazem.
W tym samym wywiadzie opowiedział o aferze związanej z listą przebojów Programu Trzeciego.
Wróciłem akurat ze studia i dostałem SMS-a od Irka Wereńskiego, basisty grupy Kult, że gratuluje pierwszego miejsca na Liście Przebojów Trójki. Pomyślałem, że to faktycznie musiał być dobry strzał, bo nie pamiętam swojego utworu, który by tak szybko wskoczył na pierwsze miejsce. Następnego dnia wróciłem do studia i też o tym rozmawialiśmy, aż Adam Toczko, który nas nagrywał, powiedział, że nie może wejść na stronę Trójki. Stwierdziliśmy, że pewnie zawiesił się serwer. Dopiero później akcja zaczęła się rozwijać. (...) Genialni pretorianie prezesa Kaczyńskiego wymyślili, żeby to rozchlapać na wszystkie strony, przy okazji likwidując jedną z najbardziej zasłużonych stacji Polskiego Radia. I mleko się rozlało, a my dostaliśmy promocję, za którą musielibyśmy zapłacić jakieś gigantyczne pieniądze, o ile ktokolwiek byłby w stanie coś takiego wymyślić.

### „Powiedzcie, że kochacie nas”
Tekst utworu ma wydźwięk autoironiczny, gdyż jego treść, pełna pragnienia sympatii słuchaczy i ich uznania, kontrastuje z towarzyszącym mu teledyskiem. Może on być traktowany jako odpowiedź na bezpodstawną krytykę, z jaką spotykają się często muzycy.

### „Bohater”
W wywiadzie z TVN24.pl Kazik wyznał, co rozumie przez tekst tego utworu, odpowiadając na pytanie Czy jest pan bohaterem?:
Nie, ale wiem, że przez tego i owego jestem w taki sposób postrzegany. Ta ostatnia piosenka na płycie, właśnie pod tytułem „Bohater”, jest moim osobistym otwarciem się na to. Mówi o wszystkich ułomnościach, o czasem paskudnym charakterze i innego rodzaju dolegliwościach. O tym, że jestem omylny i słaby, tak jak wszyscy jesteśmy. Ten bohater ma całkiem pokaźne skazy na swoim wizerunku. Tak samo jak inni czuje, cieszy się i boi. A to, że wielu chciałoby mnie widzieć jako autorytet w każdej sprawie, to jest wizja nie do zrealizowania, bo nie ma ludzi, którzy mają odpowiedź na wszystko.

## Odbiór albumu
"Zaraza" zebrała pozytywne recenzje krytyków.
Jarosław Szubrycht z Gazety Wyborczej nazwał ją "osobistymi zapiskami czasu pandemii" i "najważniejszym materiałem (Kazika) w tym stuleciu".
Według działu kulturalnego Wirtualnemedia.pl piosenkarz "staje się kronikarzem rzeczywistości i rozprawia się z mitem idola publiczności, czyli własnym wizerunkiem".
Patryk Pawelec z serwisu Rock Area ocenił wydawnictwo na 8,5 punktów na 10 i stwierdził, że płyta "po latach na pewno będzie ważna ze względów sentymentalnych".
Sławomir Pietrzak, założyciel i właściciel wytwórni SP Records, która wydała "Zarazę" powiedział o płycie, że "to bardzo dojrzały, ciekawy album, choć powstał w naprawdę błyskawicznym tempie".

## Teledyski
Album promowało sześć teledysków udostępnionych w serwisie YouTube. Wszystkie one udostępniono na kanale wytwórni S.P. Records w serwisie YouTube.
8 maja 2020 roku miała miejsce premiera teledysku do piosenki  „Twój ból jest lepszy niż mój”. Przedstawia on Wojciecha Jabłońskiego grającego na perkusji na tle zaniedbanego budynku. Następnie po schodach zbiega Kazik, po czym zaczyna tańczyć. W końcu chwyta za mikrofon i trzęsie nim, udając, że śpiewa. Nagranie kończy się, gdy obaj muzycy stają tuż przed kamerą. Teledysk wyreżyserował Sławomir Pietrzak. 15 maja 2020 wideo opublikowane na kanale wytwórni w serwisie YouTube miało kilkaset tysięcy odtworzeń. W związku z zamieszaniem wokół notowania Listy przebojów Programu Trzeciego z 15 maja 2020 liczba odtworzeń błyskawicznie wzrosła. 6 czerwca było to już 12,5 milionów wyświetleń, a 31 grudnia aż 17 milionów. 
21 maja 2020 roku Jabłoński na swoim koncie na Facebooku udostępnił teledysk do utworu „Powiedzcie, że kochacie nas”. Później został on także przesłany na YouTube. Nagranie jest stylizowane na transmisję internetową, a muzycy występują na tle meblościanki, a ubrani są w kreszowe dresy i klapki. Kazik śpiewa trzymając tekst, a Jabłoński gra na gitarze akustycznej. Na ekranie pojawia się zalew negatywnych komentarzy, które krytykują sam utwór, muzyków oraz ich wygląd. Do tego co jakiś czas ukazuje się sprzątająca kobieta. Teledysk wyreżyserował Jabłoński.
8 czerwca 2020 roku  przesłano teledysk do piosenki „Noże i pistolety”. Kazik, Wojciech Jabłoński, Konrad Wantrych i inni muzycy występują na scenie przed ubraną na czarno publicznością. Kilku widzów nosi ma maseczki chirurgiczne, jeden z symboli pandemii COVID-19. Kazik i Jabłoński pojawiają się jako kilka osób - dwóch "Kazików" śpiewa, podczas gdy czterech "Jabłońskich" gra na gitarze elektrycznej, klasycznej, perkusji i basie. Towarzyszy im trzech "Wantrychów", grających na pianinie, tamburynie oraz trudnym do zidentyfikowania małym instrumencie perkusyjnym. Teledysk wyreżyserowali Sławomir Pietrzak i Jabłoński.
20 czerwca 2020 roku pokazano teledysk do utworu „Kluczem przyciskaj windę”. Nie otrzymał on jednak dopiski "[OFFICIAL VIDEO]", jak poprzednie nagrania, a zatytułowano go Kazik - "Kluczem przyciskaj windę" w SP Records. Przedstawia on akcję podpisywania zamówionych w przedsprzedaży płyt przez Kazika i Jabłońskiego w przyspieszonym tempie, które miało miejsce w siedzibie SP Records. Zgodnie z informacjami zawartymi w podpisie filmu, artyści podpisali 6400 egzemplarzy, co zajęło im 2 dni i trwało łącznie 14,5 godziny. Nigdzie nie pojawiła się informacja o tym, kto go wyreżyserował. 
27 sierpnia 2020 roku ukazał się teledysk do piosenki „Nigdzie już nie pójdę dziś”. Jego akcja ma miejsce w pustym klubie. Kazik występuje na scenie, a jego jedynym widzem jest Jabłoński grający barmana czyszczącego kufle. W tle widać plakaty wielu zespołów, takich jak Republika, Apocalyptica, UK Subs czy New Model Army. Reżyserem jest Jabłoński. 
15 września 2020 roku miała miejsce premiera teledysku do utworu „Nie mam na nic czasu, bo oglądam seriale”. Wyreżyserowane przez Kazika nagranie przedstawia artystę śpiewającego w różnych lokalizacjach. Staszewski pojawia się między innymi pod siedzibą S.P. Records i w jej wnętrzu, na ulicy, w basenie, w parku, na tle plakatów kandydatów startujących w wyborach prezydenckich z 2020 roku (Krzysztofa Boska, Andrzeja Dudy i Rafała Trzaskowskiego), czy serialu Breaking Bad, na plaży, z rodziną na wakacjach, na tle kościelnego ołtarza, organów, tablicy przedstawiającej życiorys Lecha Wałęsy, czy też radzieckiego czołgu T-34-85. Przez krótką chwilę widać również Jabłońskiego grającego na basie na tle zielonego ekranu. 

## Sukces komercyjny
Zaraza okazała się największym sukcesem komercyjnym w solowej karierze Kazika. To jego drugi album, który uzyskał status platynowej płyty po 12 groszach, z tą różnicą, że 12 groszom zdobycie tego wyróżnienia zajęło dwa miesiące, a Zarazie wystarczyło dwanaście dni. Staszewski jak dotąd osiągnął większy sukces wyłącznie z Kultem, którego album Hurra! pokrył się podwójną platyną, a koncertowy MTV Unplugged wyróżniono diamentową płytą.
Płyta zajęła czwarte miejsce w zestawieniu Ogólnopolskiej Listy Sprzedaży za rok 2020.

## Twórcy
- Kazik Staszewski – śpiew, teksty, kompozycje
- Wojciech Jabłoński – gitara, perkusja, bas, kompozycje
- Konrad Wantrych – pianino, fortepian, organy Hammonda, akordeon
- Adam Toczko - realizacja, miksowanie, mastering

## Formaty
Album został wydany w formacie CD, ale też na winylu i kasetach magnetofonowych.

## Listy sprzedaży
| Lista | Kraj   | Pozycja |
| ----- | ------ | ------- |
| OLiS  | Polska | 1       |

## Certyfikat
| Polska (ZPAV) | Tytułem | Status  | Sprzedaż |
| ------------- | ------- | ------- | -------- |
| Polska (ZPAV) | Zaraza  | Platyna | 30 000+  |

## Wyróżnienia
| Publikacja       | Wyróżnienie                       | Pozycja   |
| ---------------- | --------------------------------- | --------- |
| Teraz Rock       | Najlepsze polskie płyty 2020 roku | 1         |
| Polityka         | Najlepsze polskie płyty 2020 roku | 3         |
| Wirtualna Polska | TOP 20 albumów 2020 roku          | 12        |
| Empik            | Bestsellery 2020 POP/ROCK         | Nominacja |